# Mycaranthes vanoverberghii
Mycaranthes vanoverberghii är en orkidéart som först beskrevs av Oakes Ames, och fick sitt nu gällande namn av Cootes, D.P.Banks och Wally Suarez. Mycaranthes vanoverberghii ingår i släktet Mycaranthes och familjen orkidéer.
Artens utbredningsområde är Filippinerna. Inga underarter finns listade i Catalogue of Life.